# Richard Stockton
Richard Stockton (Princeton, 1764. április 17. – Princeton, 1828. március 7.) az Amerikai Egyesült Államok szenátora (New Jersey, 1796–1799).